# 宋諤
宋諤（1693年—1753年），字仲箴，號一齋，江南蘇州府長洲縣人，清朝政治人物。吏部尚書文華殿大學士宋德宜孫，兵部右侍郎宋駿業次子，禮部尚書韓菼女婿。

## 生平
來自蘇州長洲宋氏家族。祖父宋德宜，本生父宋駿業，本生母蕭氏。宋諤為宋駿業次子，出嗣二叔父宋敬業（1658-1676）。宋諤為長洲蔭生，授戶部廣東司主事，升戶部員外郎，雍正四年（1726年）任雲南曲靖府知府，丁母憂，服闋，八年（1730年）任四川敘州府知府，授中憲大夫，乾隆十五年（1750年）任山東泰安府知府，任內升河東鹽運使，仍留任泰安府知府辦理賑災等事務，十八年（1753年）夏卒於任。

## 家庭
夫人為韓菼女（1691-1766），封恭人；側室趙氏、張氏。有四子：韓氏出長子宋宗言及次子宋宗夏（出嗣叔父宋訥（又名宋璞）），趙氏出三子宋宗芬，張氏出四子宋宗璟。